# Municipio de Big Creek (Iowa)
El municipio de Big Creek (en inglés: Big Creek Township) es uno de los diecisiete municipios ubicados en el condado de Black Hawk en el estado estadounidense de Iowa. En el año 2000 el municipio tenía una población de 2640 habitantes y una densidad poblacional de 40,1 personas por km². El territorio del municipio incluye al de una ciudad, La Porte City.

## Geografía
El municipio de Big Creek se encuentra ubicado en las coordenadas 42°19′09″N 92°12′48″O / 42.31917, -92.21333.